# Continental
Continental AG je německá akciová společnost, která se zabývá výrobou součástí v automobilovém průmyslu. Specializuje se na pneumatiky, brzdové systémy, elektronické stabilizační programy, vstřikovací systémy spalovacích motorů, tachografy a dalších komponenty. Sídlo společnosti je v Hannoveru v Dolním Sasku. Firma Continental je po společnostech Bridgestone, Michelin a Goodyear čtvrtým největším výrobcem pneumatik na světě.
Od roku 2008 je společnost součásti bavorské skupiny firmy Schaeffler Technologies AG & Co. KG vedené Maria-Elisabeth Schaefflerovou. 
Continental AG je činná také v Česku, a to hlavně ve výrobě a vývoji pneumatik v Otrokovicích.
Divize pneumatik má v současné době více než 24 výrobních a vývojových míst po celém světě. Široká řada vyráběných produktů i neustálé investice do výzkumu a vývoje zásadním způsobem přispívají k zajištění nákladově efektivní a ekologické mobility zákazníků. Jeden z předních světových výrobců pneumatik, který zaměstnává kolem 52 000 zaměstnanců, generoval v roce 2016 tržby ve výši 10,7 miliard eur. 
V Česku byl Continental AG zastoupen výrobními a prodejními jednotkami v Adršpachu, Brandýse nad Labem, Frenštátě pod Radhoštěm, Jičíně, Otrokovicích a Trutnově. Slovensko zastupují výrobní závody v Púchově, Zvolenu, Partizánském a Dolných Vestenicích. 
V září roku 2021 došlo k oddělení divize hnacího ústrojí (Powertrain), která měla v té době na 40 000 zaměstnanců. Vznikla tak firma  Vitesco Technologies, do které přešly výrobní závody například ve Frenštátu, Adršpachu, Trutnově a vývojové centrum senzoriky v Ostravě. 
Předtím koncern Continental AG zaměstnával v Česku a na Slovensku na 19 000 pracovníků. V rámci českého trhu zůstávají v portfoliu společnosti pneumatiky s hlavním závodem Continental Barum s.r.o. a prodejem značek Continental, Uniroyal, Semperit, Matador, Barum a General Tire, jakož i výrobní závody divize Automotive a technologické divize ContiTech.
List Frankfurter Allgemeine Zeitung publikoval v dubnu 2022 zjištění, že společnost Continental, navzdory mezinárodním sankcím přijatým kvůli ruské invazi na Ukrajinu, obnovila výrobu pneumatik v Rusku. V květnu 2023 společnost nicméně oznámila, že se z Ruska stahuje.

## Značky
Do skupiny Continental patří tyto značky pneumatik:
- Continental
- Barum
- Semperit
- Uniroyal
- Matador
- Mabor
- General Tire
- Gislaved
- Viking
- Sportiva
- a řada dalších